# آرنیر-سور-ایتون
آرنیر-سور-ایتون (به فرانسوی: Arnières-sur-Iton) یک کمون در فرانسه است که در شهرستان اور واقع شده‌است. آرنیر-سور-ایتون ۱۲٫۱۹ کیلومتر مربع مساحت دارد ۸۰ متر بالاتر از سطح دریا واقع شده‌است.